# U3型潜水艦
U3型潜水艦はドイツ帝国海軍がかつて運用した潜水艦の艦級。1909年にU3及びU4の2隻が就役した。資料によっては、準同型艦であるU3からU22までを一括してU3型として扱うこともある。
U2に次いで設計され、初の量産型潜水艦となった。U2を参考に設計されたが、船首を延長・形状改良して浮力の改善を図り、また船体中央部を拡大して燃料と消耗品の搭載量を増加させている。機関はそのままだったので水上最大速力はやや劣る。船体は完全複殻式であった。
U3は1909年5月29日、U4は1909年7月1日に就役。第一次世界大戦初頭には現役で用いられたが備砲を持たないこともあって中盤以降は練習艦として使用された。U3は1918年12月1日に曳航中沈没し、U4は1919年1月27日に除籍された。

## 主要諸元
- 全長:51.28m
- 全幅:5.60m
- 喫水:3.05m
- 排水量(水上/水中):421t/510t

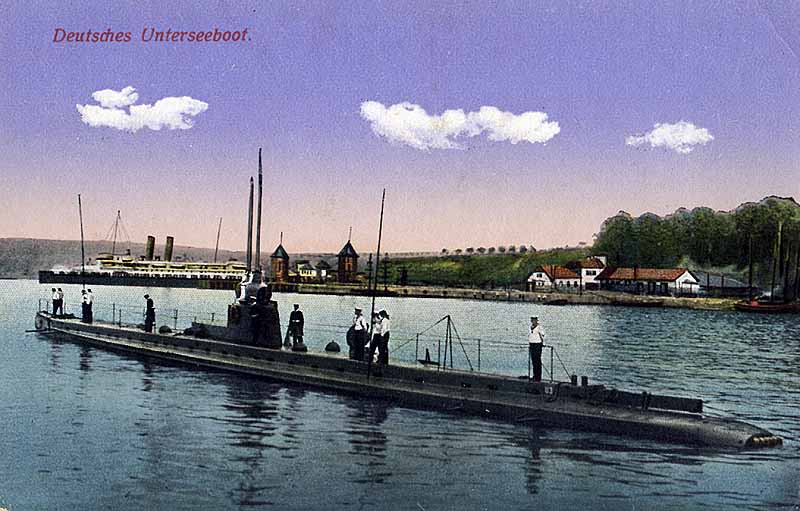
U3

- 速度(水上/水中):11.8kt/9.4kt
- 機関：ケルティンク製灯油機関[3]
- 水上航続距離:1,800海里/12.0kt
- 水中航続距離:55海里/4.5kt
- 兵装:45cm魚雷発射管×4 (艦首×2、艦尾×2)(魚雷×6)
- 乗員:22名